# Richard Barbieri
Richard Barbieri, född 30 november 1957 i London, är en brittisk keyboardist och kompositör. Han är mest känd som medlem av new wave- och new romantic-gruppen Japan 1975–1982 och rockbandet Porcupine Tree från 1993 men har även samarbetat med många andra artister och givit ut två soloalbum. 1982 producerade han albumet En plats i solen med den svenska gruppen Lustans Lakejer. Barbieri medverkade även på Steve Hogarths (Marillion) soloalbum Ice Cream Genius från 1997. De två släppte skivan Not The Weapon But The Hand 2012.

## Diskografi
Soloalbum
- 2005 – Things Buried
- 2008 – Stranger Inside
- 2017 – Planets + Persona
- 2017 – Variants.1
- 2018 – Variants.2
- 2018 – Variants.3
- 2018 – Variants.4
- 2018 – Variants.5

Studioalbum med Japan
- 1978 – Adolescent Sex
- 1978 – Obscure Alternatives
- 1979 – Quiet Life (UK #53)
- 1980 – Gentlemen Take Polaroids (UK #45)
- 1981 – Tin Drum (UK #12)
- 1983 – Oil on Canvas (UK #5)